# Bodtjärnen (Älvdalens socken, Dalarna, 683348-140366)
Bodtjärnen är en sjö i Älvdalens kommun i Dalarna och ingår i Dalälvens huvudavrinningsområde.